# محطة قطار رولستون
محطة قطار رولستون (بالإنجليزية: Rolleston railway station)‏‏ هي محطة قطار  في المملكة المتحدة، تُشغلها قطارات إيست ميدلاند. افتُتحت هذه المحطة في 1846، ويبلغ عدد مسارات أرصفتها 2.